# Sztuka ludowa

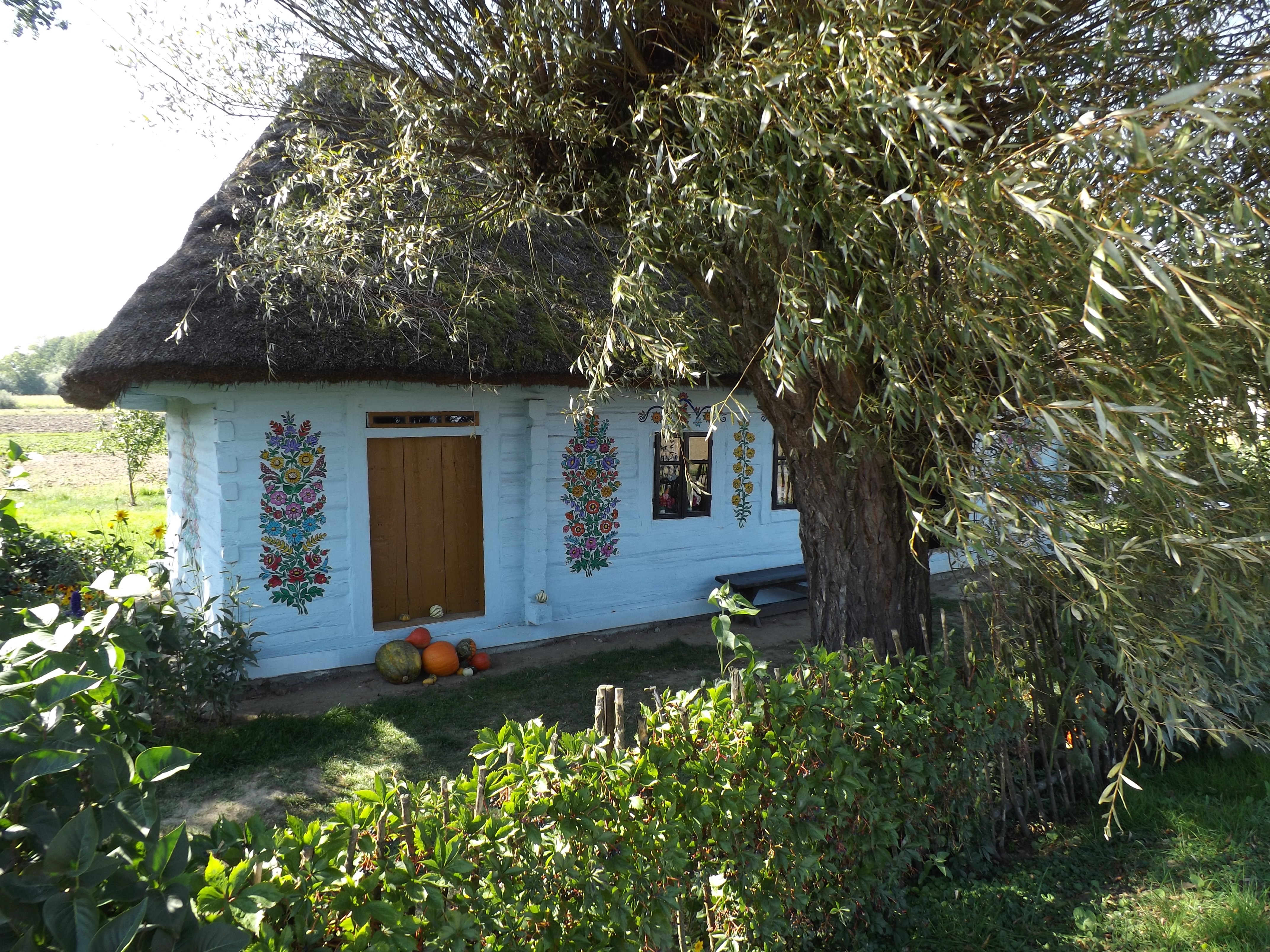
Zalipie. Ściany zewnętrzne chałupy ozdobione wzorami opartymi na sztuce ludowej.

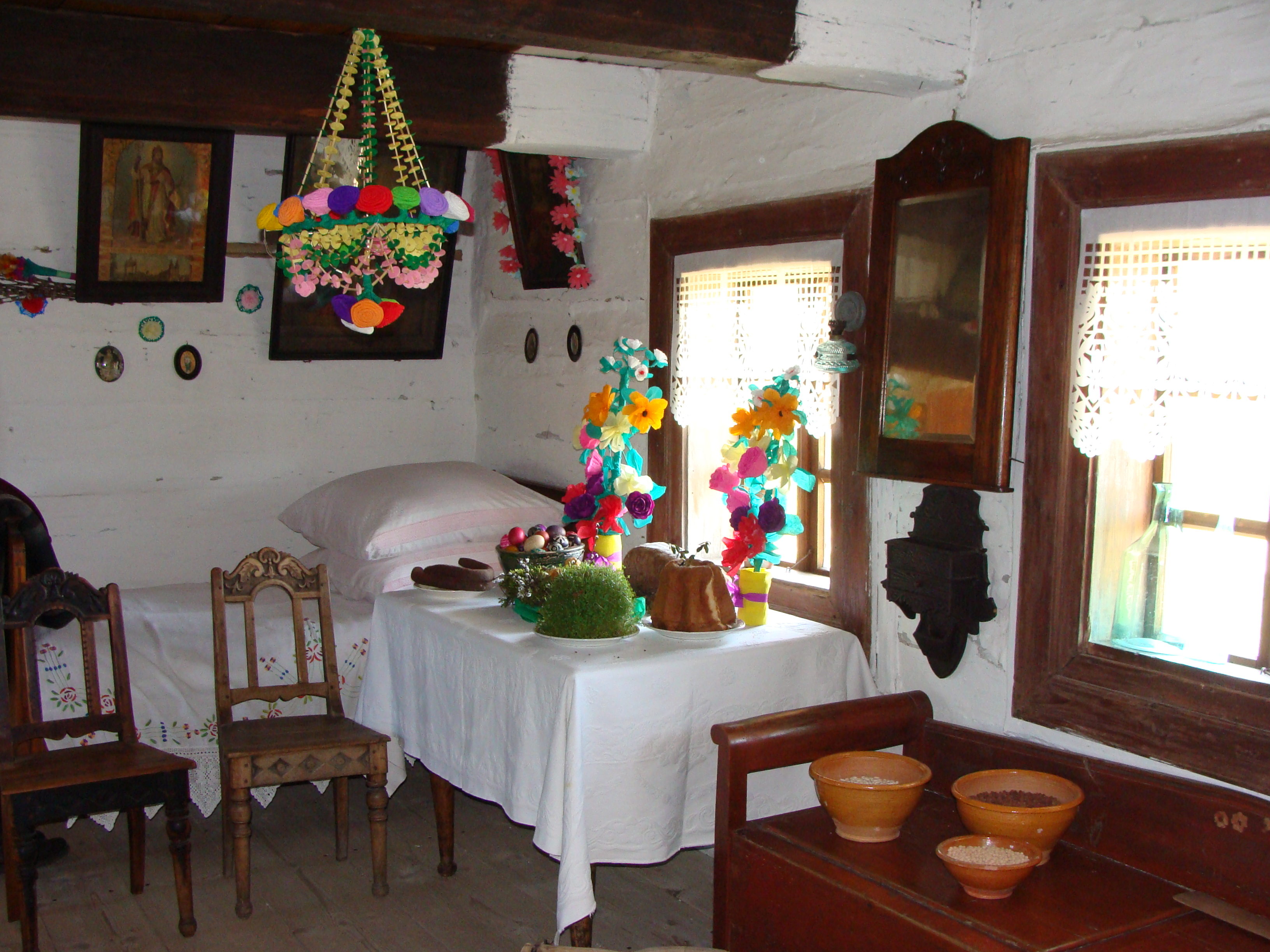
Skansen w Tokarni. Wnętrze chałupy chłopskiej.

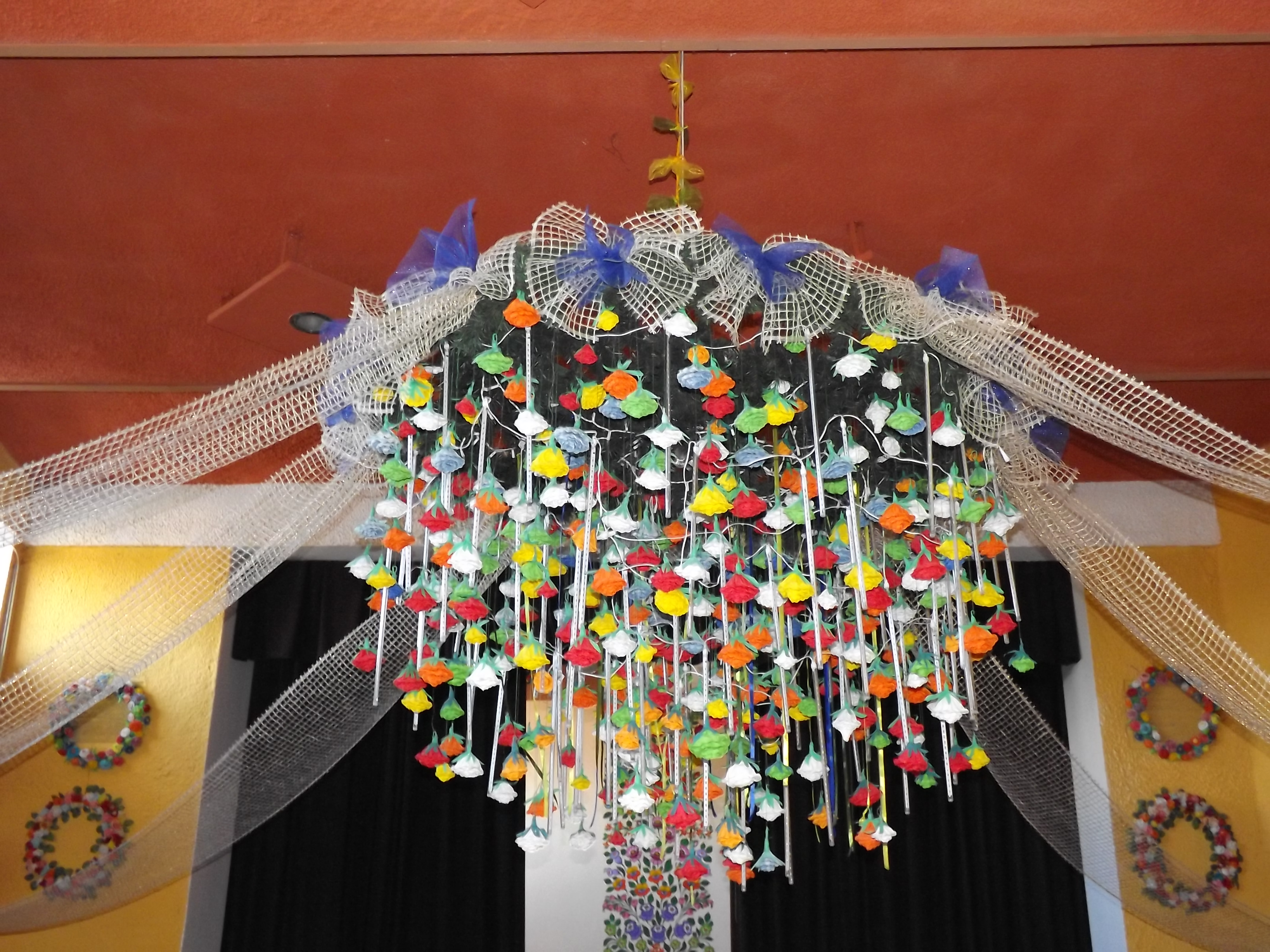
Użytkowa sztuka ludowa.

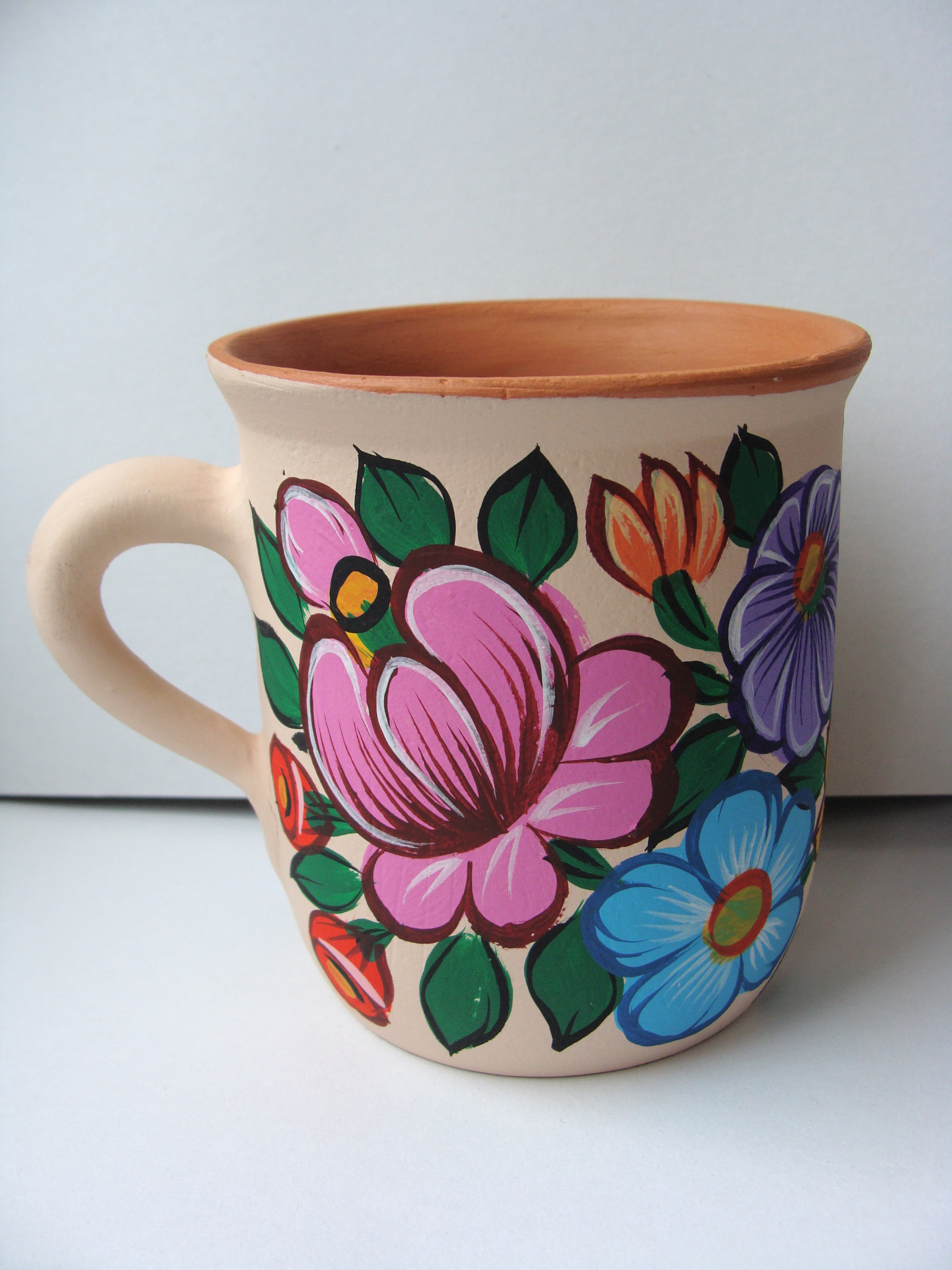
Sztuka ludowa w garncarstwie.

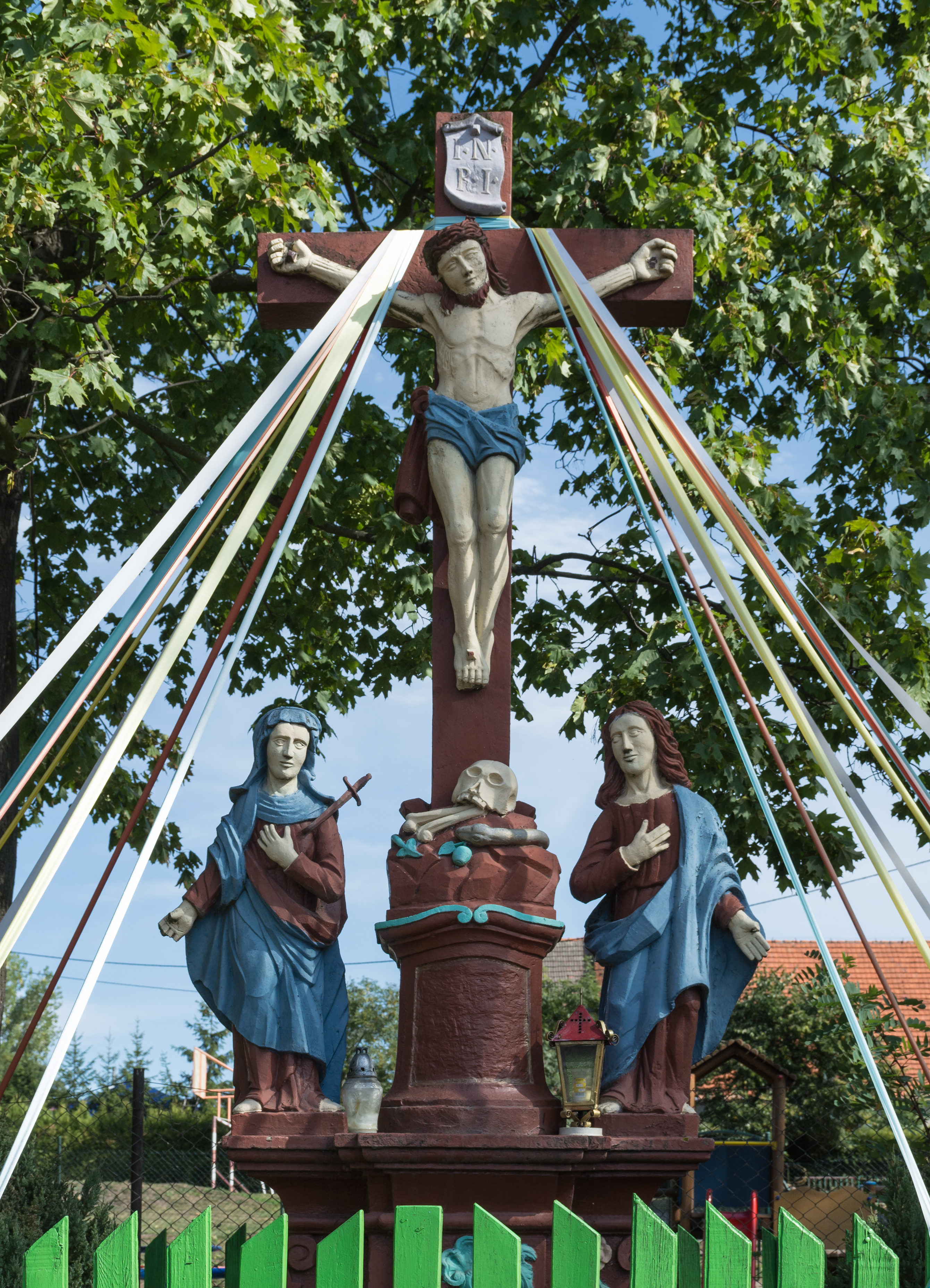
Rzeźba o cechach sztuki ludowej

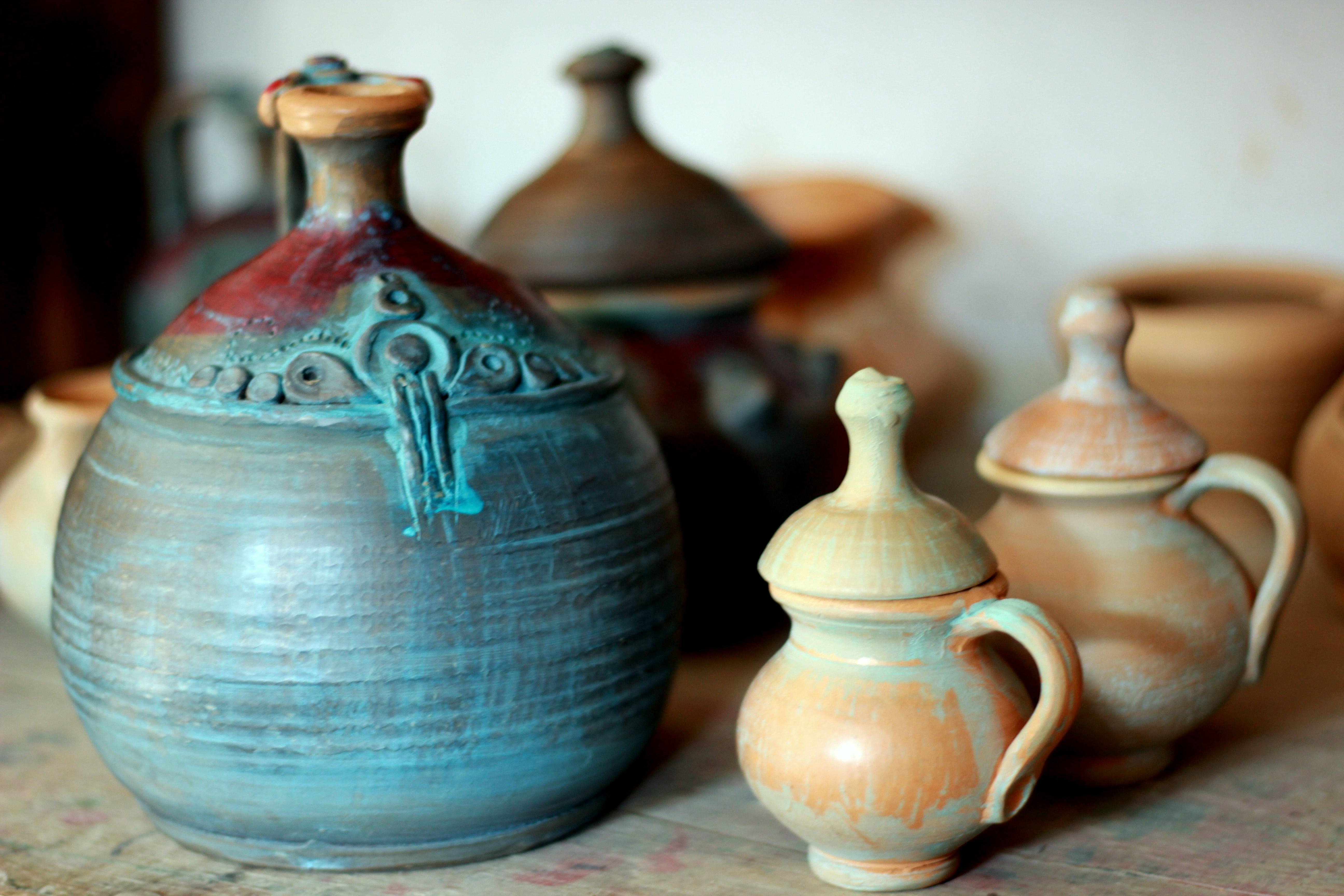
Ceramika ludowa – Rumunia

Sztuka ludowa – całokształt działalności artystycznej społeczności lokalnej, na ogół wiejskiej. Obok twórczości, którą nazywa się plastyką do sztuki ludowej zalicza się też muzykę, tańce, legendy, bajki, poezję ludową oraz całą artystyczną stronę zwyczajów i obrzędów ludowych. Wszystkie te zjawiska były nierozerwalnie związane ze sobą oraz z życiem wsi i tworzyły kulturę ludową.
Wytwory sztuki ludowej nie są samodzielnymi dziełami sztuki, lecz zawsze pełnią określoną funkcję w życiu wsi, a ich wartość artystyczna idzie w parze ze znaczeniem użytkowym. Sztuka ludowa zaspokajała istotne potrzeby wsi, a chłopi w ramach gospodarki samowystarczalnej, zdani byli na własną wytwórczość we wszystkich dziedzinach życia. Podstawowymi wyrobami rękodzieła ludowego są tkaniny, hafty i koronki, stroje ludowe, wyroby kaletnicze, kowalskie i odlewnicze, wyploty ze słomy, wikliny i korzeni, galanteria drewniana, meble oraz wyroby garncarskie i ceramiczne.
Od połowy XIX wieku teoretycy sztuki podejmowali problem zanikania rękodzieła w warunkach industrializacji. W Anglii byli to John Ruskin i William Morris, w Niemczech Walter Gropius (idea sztuki życia codziennego).

## Sztuka ludowa w Polsce
Wskutek odchodzenia polskiej wsi od własnych upodobań i przejmowania wzorców miejskich polska sztuka ludowa zanika. Podejmowane są jednak działania dla jej ocalenia, gdyż jako wytwór wielu pokoleń stanowi ona wartość szczególną, polską. W przeszłości w obronie polskiej sztuki ludowej stawał Cyprian Norwid, głoszący konieczność podniesienia sztuki ludowej do rangi sztuki narodowej. Stanisław Witkiewicz chciał stworzyć sztukę narodową opartą na stylu zakopiańskim, Stanisław Wyspiański sięgał do wątków piastowskich.
W okresie Polski Ludowej nastąpił rozkwit i moda na sztukę ludową, a dla władzy ludowej stała się ona sztuką priorytetową i została otoczona szczególną opieką. Na sztuce ludowej opierało się wzornictwo powstałego w 1950 r. Instytutu Wzornictwa Przemysłowego.
Na pograniczu sztuki ludowej tworzyli malarze prymitywiści. Wśród nich najbardziej znani to Nikifor Krynicki, Teofil Ociepka i Dorota Lampart.
Dawniej sztuka ludowa zaspokajała niemal wszystkie potrzeby ludności wiejskiej – od kultu i religii zaczynając, na codziennych sprzętach i stroju kończąc. Obecnie rozwija się najbardziej rzeźba w drewnie, malarstwo na szkle oraz tkanina dekoracyjna. 